# 2010年6月民主党代表選挙
2010年6月民主党代表選挙（2010ねん6がつみんしゅとうだいひょうせんきょ）は、6月2日に突然辞任を表明した鳩山由紀夫の後任を選出するため、2010年6月4日に両院議員総会において実施された民主党代表選挙である。この結果、菅直人が新代表として選出された。

## 概要
2009年9月に発足した鳩山由紀夫内閣は直後には高い支持率を記録したものの、鳩山自身や幹事長の小沢一郎に「政治とカネ」の問題が出てきたほか、普天間基地移設問題では沖縄県外への移設を目指したが結局は自公政権時代の合意案であった辺野古崎地区への基地移転で日米合意がなされ、これに反対する社会民主党の連立政権離脱を招いた。これらの騒動によって各種世論調査で党勢にかげりがみられ、2010年7月の第22回参議院議員通常選挙で相当な苦戦が予想されたことから党内で「鳩山おろし」が鮮明化。鳩山は6月2日に退陣を表明し、これにともない代表選が行われることとなった。
党代表選挙は6月4日に立候補受付・投開票が行われた。時間的制約の事由から投票権は国会議員のみに認められ、前回2009年の代表選挙に引き続いて一般党員やサポーターの参加は見送られた。
民主党にとっては党首選挙の結果がそのまま次期内閣総理大臣を決めることが投票の段階で明らかになっている初の選挙となった。
6月3日に副総理兼財務大臣の菅直人、衆議院環境委員長の樽床伸二が立候補を表明し、この2名によって選挙戦は行われた。

## 党代表選データ

### 日程
- 6月2日 - 民主党が常任幹事会で6月4日の代表選挙実施を承認[2]
- 6月4日 - 立候補受付・両院議員総会（投開票）

### 選挙人
| 種別       | 人数  |
| ---------- | ----- |
| 衆議院議員 | 307人 |
| 参議院議員 | 116人 |
| 合計       | 423人 |

### 推薦人
| 候補者 | 菅直人     | 樽床伸二   |
| ------ | ---------- | ---------- |
| 推薦人 | 赤松広隆   | 打越明司   |
| 推薦人 | 枝野幸男   | 内山晃     |
| 推薦人 | 大西健介   | 勝又恒一郎 |
| 推薦人 | 岡田克也   | 木内孝胤   |
| 推薦人 | 玄葉光一郎 | 木村剛司   |
| 推薦人 | 郡和子     | 熊田篤嗣   |
| 推薦人 | 後藤祐一   | 坂口岳洋   |
| 推薦人 | 近藤昭一   | 空本誠喜   |
| 推薦人 | 高井美穂   | 高橋英行   |
| 推薦人 | 田中慶秋   | 玉城デニー |
| 推薦人 | 中野寛成   | 長尾敬     |
| 推薦人 | 野田佳彦   | 中島正純   |
| 推薦人 | 鉢呂吉雄   | 伴野豊     |
| 推薦人 | 藤田一枝   | 樋口俊一   |
| 推薦人 | 古本伸一郎 | 樋高剛     |
| 推薦人 | 前原誠司   | 松本剛明   |
| 推薦人 | 牧野聖修   | 三井辨雄   |
| 推薦人 | 小川敏夫   | 向山好一   |
| 推薦人 | 金子恵美   | 村上史好   |
| 推薦人 | 喜納昌吉   | 本村賢太郎 |
| 推薦人 | 郡司彰     | 森山浩行   |
| 推薦人 | 白眞勲     | 山本剛正   |
| 推薦人 | 福山哲郎   | 笠浩史     |
| 推薦人 | 松岡徹     | 佐藤公治   |
| 推薦人 | 蓮舫       | 水戸将史   |

## 選挙の結果
|          | 得票数 |
| -------- | ------ |
| 菅直人   | 291票  |
| 樽床伸二 | 129票  |

（欠席：1、無効票：2）
　

## その他
- 無効票は2票とも白票であった[4]。
- 菅の推薦人には外務大臣の岡田克也、国土交通大臣の前原誠司など小沢一郎から距離を置いているメンバーが集まり、逆に、樽床の推薦人には小沢に近いメンバーが集まるなど対照的な顔ぶれとなった[5]。